# قائمة أنواع السدافيات
من بين الأنواعِ التِّسعَة في فصيلة السَّدَّافيَّةِ، انقرض كاكة نورفولك، وكاكة تشاتام، في التاريخ الحديث. نفق آخر فرد معروف من كاكة نورفولك في قفصه في لندن في وقت ما بعد عام 1851، ولم يبق سوى ما بين سبعة، و 20 فَردًا، على قيد الحياة. انقرض كاكة تشاتام في عصور ما قبل أوروبا، بعد أن استقرَّ البولينيزيون على الجزيرة، بين 1550 و 1700، ولا يُعرف إلا من العظام الأحفورية. من بين الأنواع الباقية، فإن السَّدَّافَ مهدد بالانقراض بشكل خطير، مع 249 فردًا على قيد الحياة. أُدرج كاكة على أنه مهدد بِالانقراض، وكيا مُدرجٌ على أنَّه مُعرضٌ لِلخطر. يَتبَعُ الجِنسَ (Nelepsittacus) أربعَةُ أنواعٍ مُنقرِضَةٍ.

## القائمة

### السَّدَّافِيَّاتُ
هُناك نَوعان على قَيد الحياة ونَوعٌ واحدٌ مُنقرِضٌ من فَصيلةِ السَّدَّافيَّةِ. لا يُعرف سوى القليل عن كاكة تشاتام، وقد يكون مُتعلقًا بِأنواع كاكة أخرى، أو نَوع مُنفصلٍ يَنتمي إلى الجِنس.
| النَّسْطُورُ                                                     | النَّسْطُورُ                                                          | النَّسْطُورُ | النَّسْطُورُ                                                |
| الاسم الشَّائع (الاسم العلمي)                                 | الصورة                                                           | الوصف | الانتشار                                               |
| ----------------------------------------------------------- | ---------------------------------------------------------------- | --- | ------------------------------------------------------ |
| كيا (Nestor notabilis)                                      |                                                                  | يبلغُ طوله 48 سم. لَونهُ زيتونيّّ، وجناحاهُ أخضرانِ، وألْيتاهُ قُرمزيَّان. أنصالُ رِيشهِ دَكناءٌ لَونًا. مِنقَارُه بُنْيٌّ غَامِقُ، قَزحيَّةً أرجلُه وقدمَاه. الذكر لَديه مِنقار أطول مِنَ الأُنثى. | زِيلَنْدَة: الجزيرة الجنوبية.                              |
| كاكة الجزيرة الجنوبية (Nestor meridionalis meridionalis)    |                                                                  | على غرار كاكة الجزيرة الشمالية، ولكن أصغر قليلًا، وألوان أكثر إشراقًا، تكون القنزعة بيضاء، والمنقار أطول وأكثر تقوسًا عند الذكور.                              | زِيلَنْدَة: الجزيرة الجنوبية.                              |
| كاكة الجزيرة الشمالية (Nestor meridionalis septentrionalis) |                                                                  | طوله نحو 45 سم. معظمها بني زيتوني مع حواف داكنة من الريش. الأجنحة الداخلية الرمزية، الردف والياقة. الخدود بنية اللون. القنزعة رماديَّةٌ.                       | زِيلَنْدَة: الجزيرة الشمالية.                              |
| كاكة نورفولك (Nestor productus) انقرض بعد 1851.             |                                                                  | يبلغ طولها 38 سم. الأجزاء العلوية ذات لون بُني زيتوني في الغالب، وخُدودٌ وحلقٌ برتقالية (ضاربة إلى الحمرة)، والصدرٌ، الفخذين والردف بلون القش.                   | كان مُستوطنةً في جزيرة نورفولك وجزيرة فيليب في أستراليا. |
| كاكة تشاتام (Nestor chathamensis) انقرض ما بين 1550–1700.   | المظهر غير معروف، لكن العظام تشير إلى انخفاض القدرة على الطيران. | معروف فقط من عظام تحت الحفرية. | كانت مُستوطنةً في غابات جزيرة تشاتام بزِيلَندَة.            |

### السَّدَّافُ
السَّدَّافُ هو النَّوع الوحيد الذي يتبعُ فصيلةَ السَّدَّاف (طَائِرٌ وَحِيدُ الجِنسِ والنَّوعِ).
| السَّدَّافُ                        | السَّدَّافُ | السَّدَّافُ | السَّدَّافُ                                                                                  |
| الاسم الشَّائع (الاسم العلمي)   | الصورة | الوصف | الانتشار                                                                                |
| ----------------------------- | ------ | --- | --------------------------------------------------------------------------------------- |
| كَاكَابو (Strigops habroptilus) |        | ببغاواتٌ كبيرةٌ مُستديرةٌ بِطول 58-64 سم (23-25 بوصة)؛ الذكور أكبر من الإناث ويزنون 2-4 كجم (4.5-9 أرطال) عند النُّضجِ. غالبًا ما يكون أخضر مع حواف مُرقطة باللونين الأصفر والبني، والأجزاء السفلية صفراء مخضرة. وجهه شاحب وشبيه بالبومة. | زِيلَنْدَة: جُزر؛ مُود، تشالكي، أنكور وغودفِش غابات أشجار الزَّان الجنوبي، المِعلَاقِيَّاتُ والدُّنطوان. |